# Софора японська плакуча (ботанічна пам'ятка природи)
Софо́ра япо́нська плаку́ча — ботанічна пам'ятка природи місцевого значення в Україні. Об'єкт природно-заповідного фонду Одеської області. 
Розташована в місті Одеса, у сквері Оперного театру (між вул. Ланжеронівською та пров. Чайковського). 
Площа — 0,01 га. Статус отриманий у 1972 році. Перебуває у віданні: комунальне підприємство «Міськзелентрест». 
Статус надано для збереження групи екзотичних дерев — софори японської плакучої форми. 

## Фотогалерея

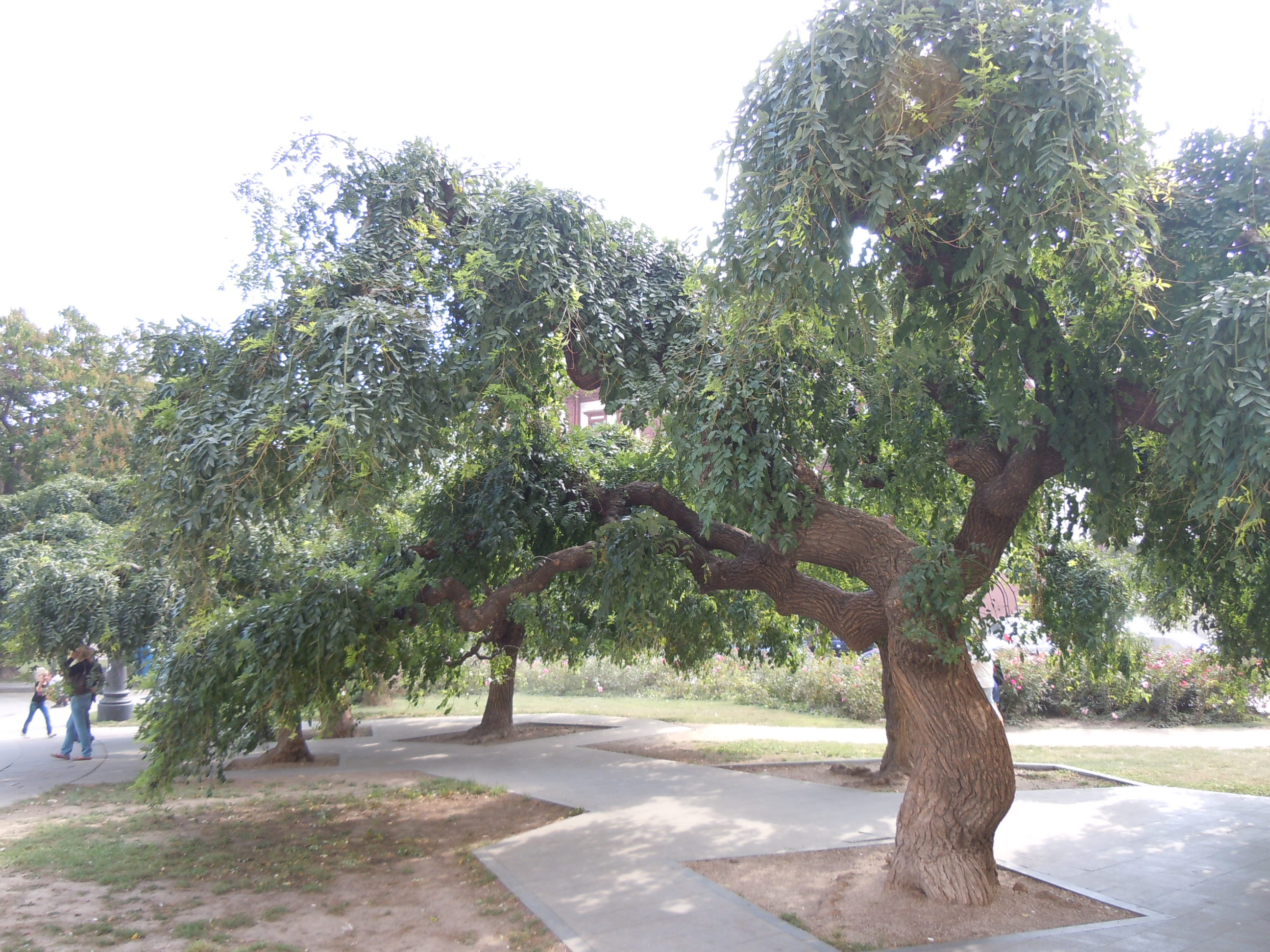
2012  рік
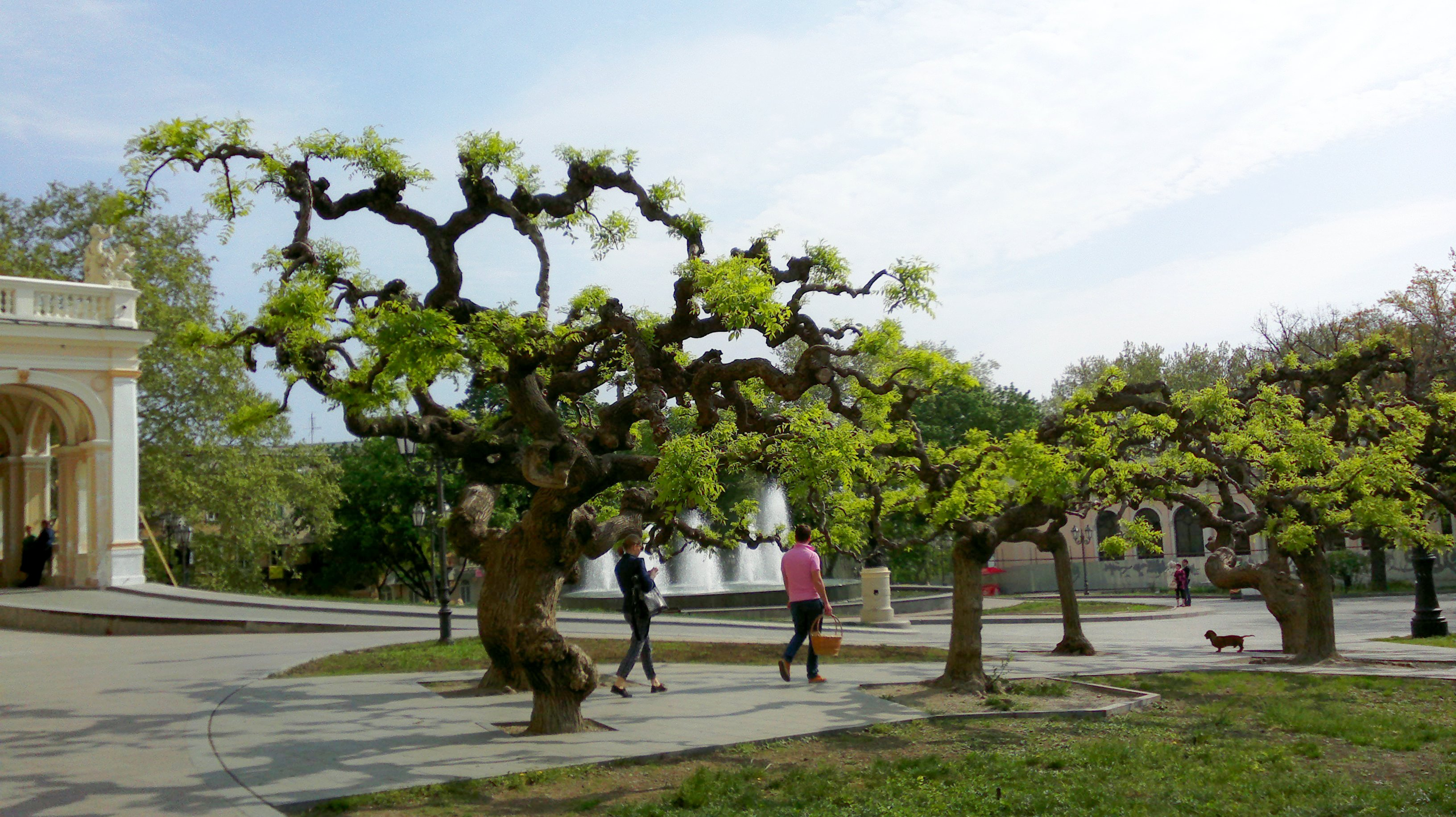
навесні 2013 року
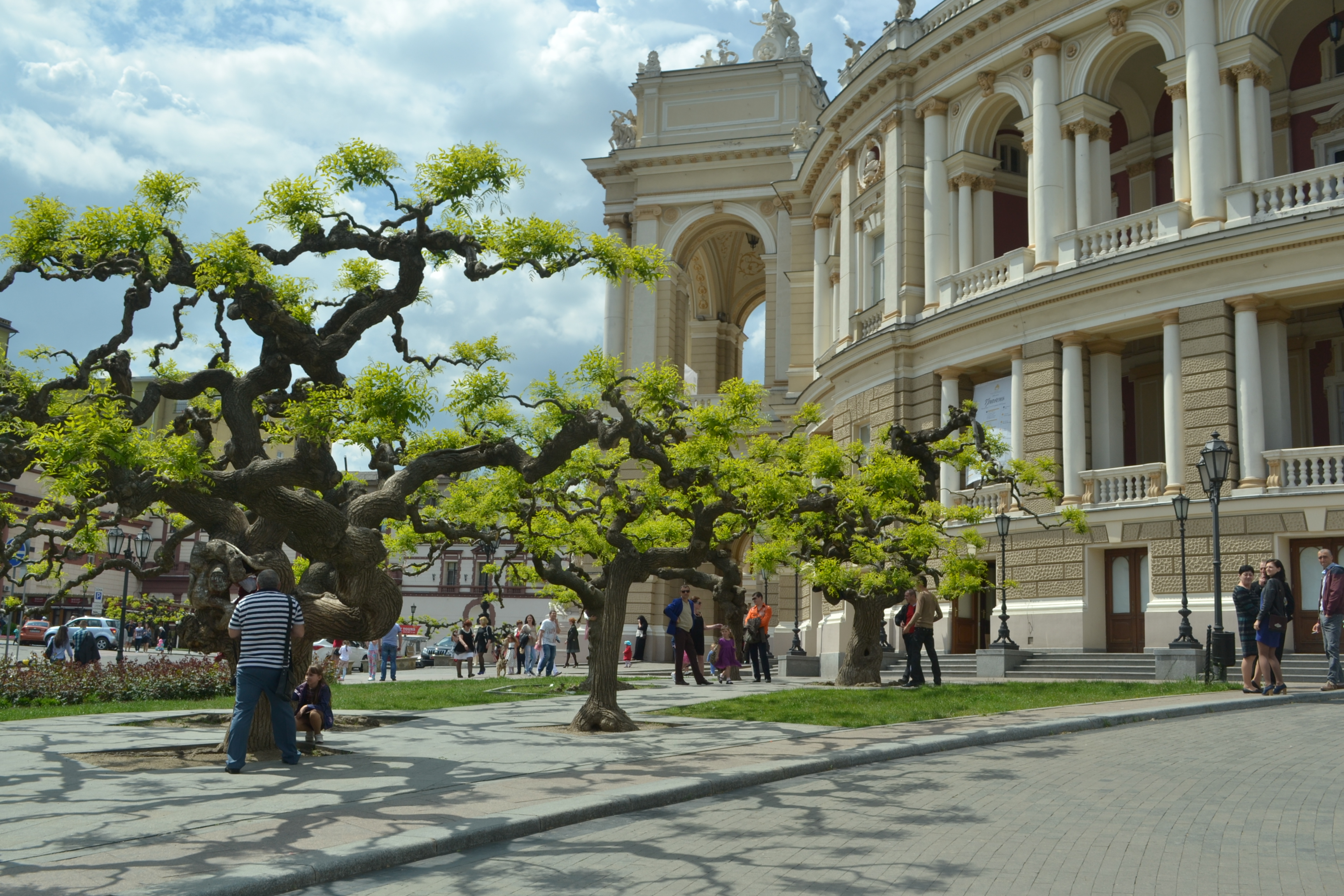
навесні 2015 року
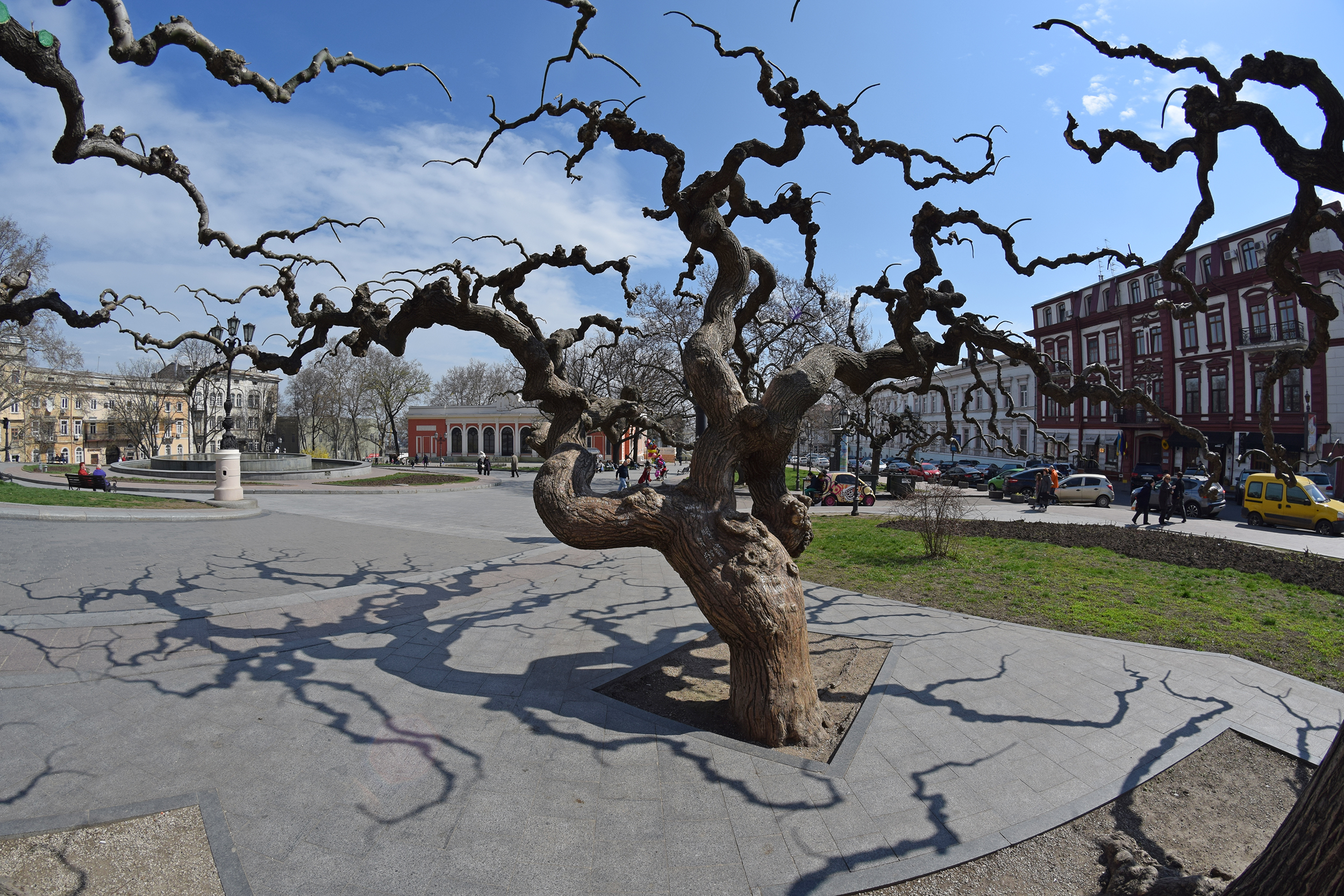
весна 2016 року
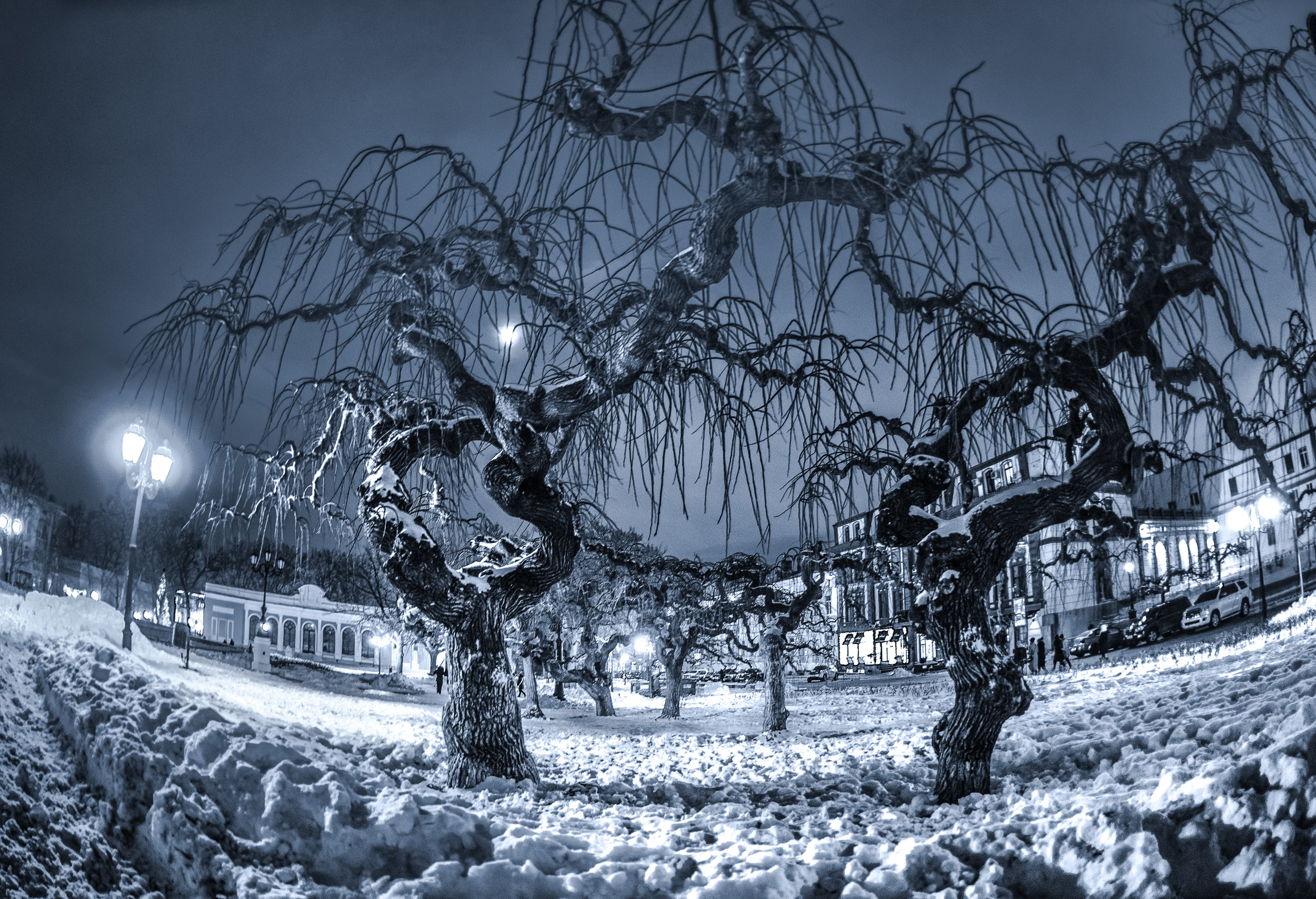
взимку 2017 року
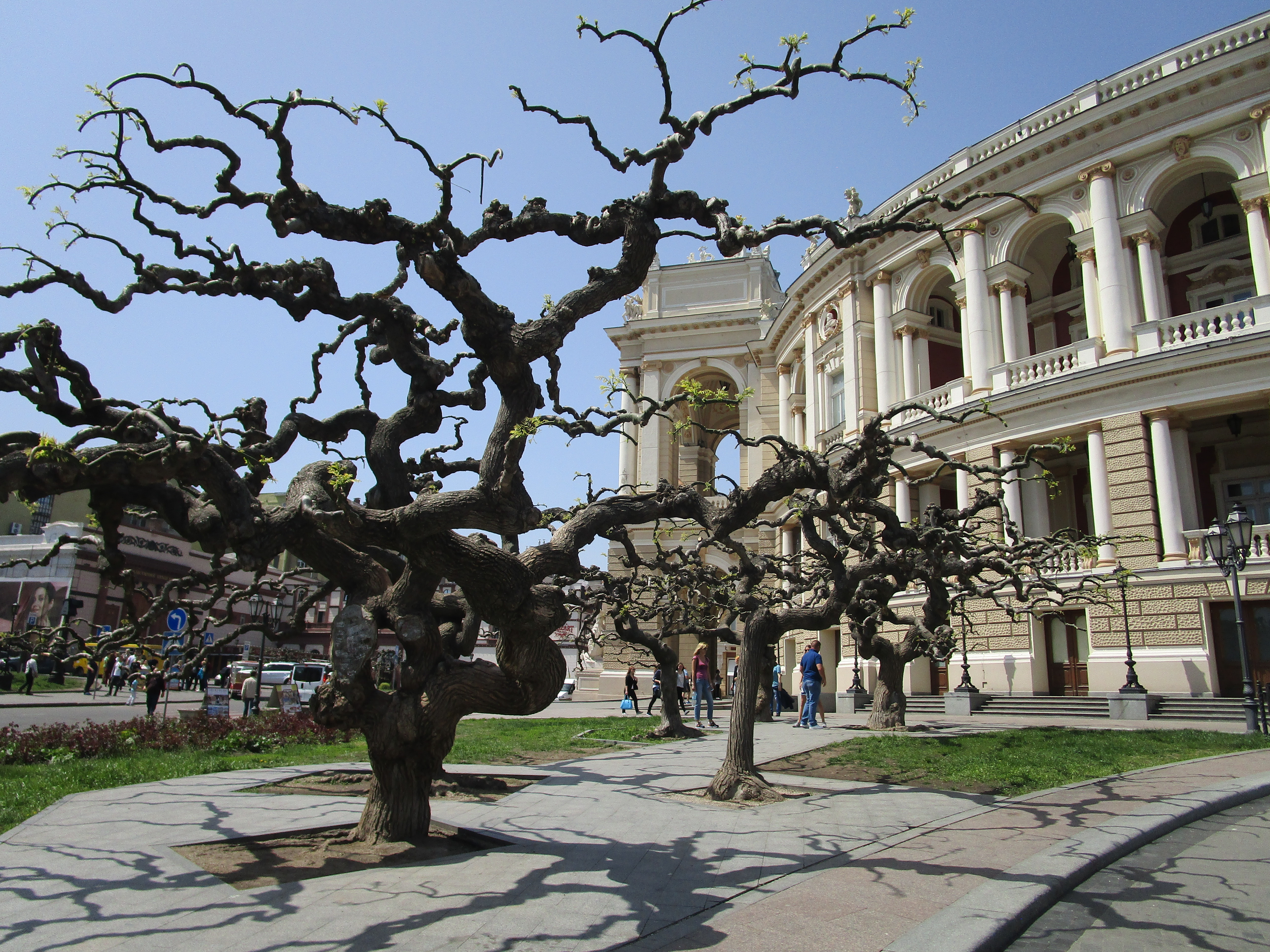
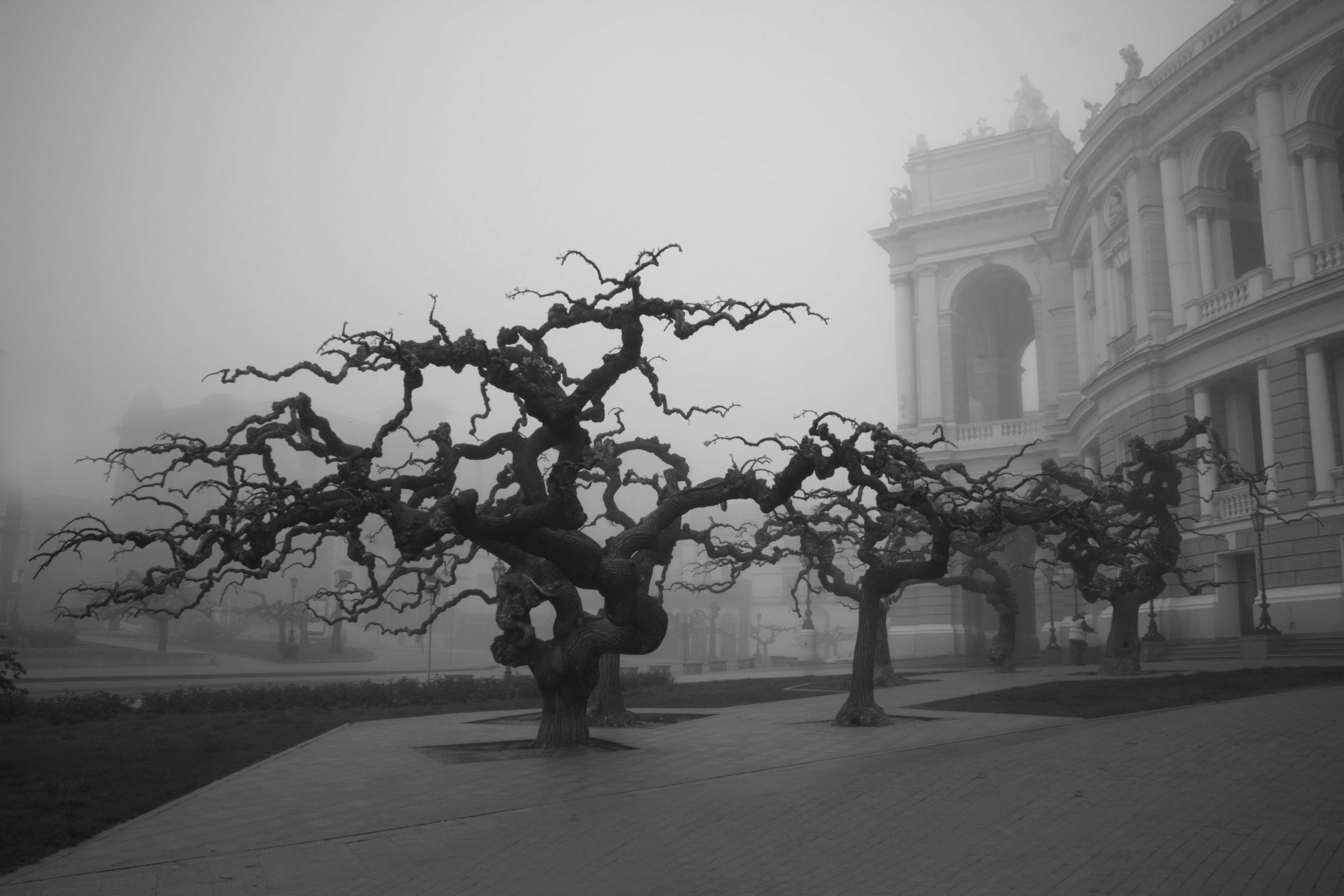
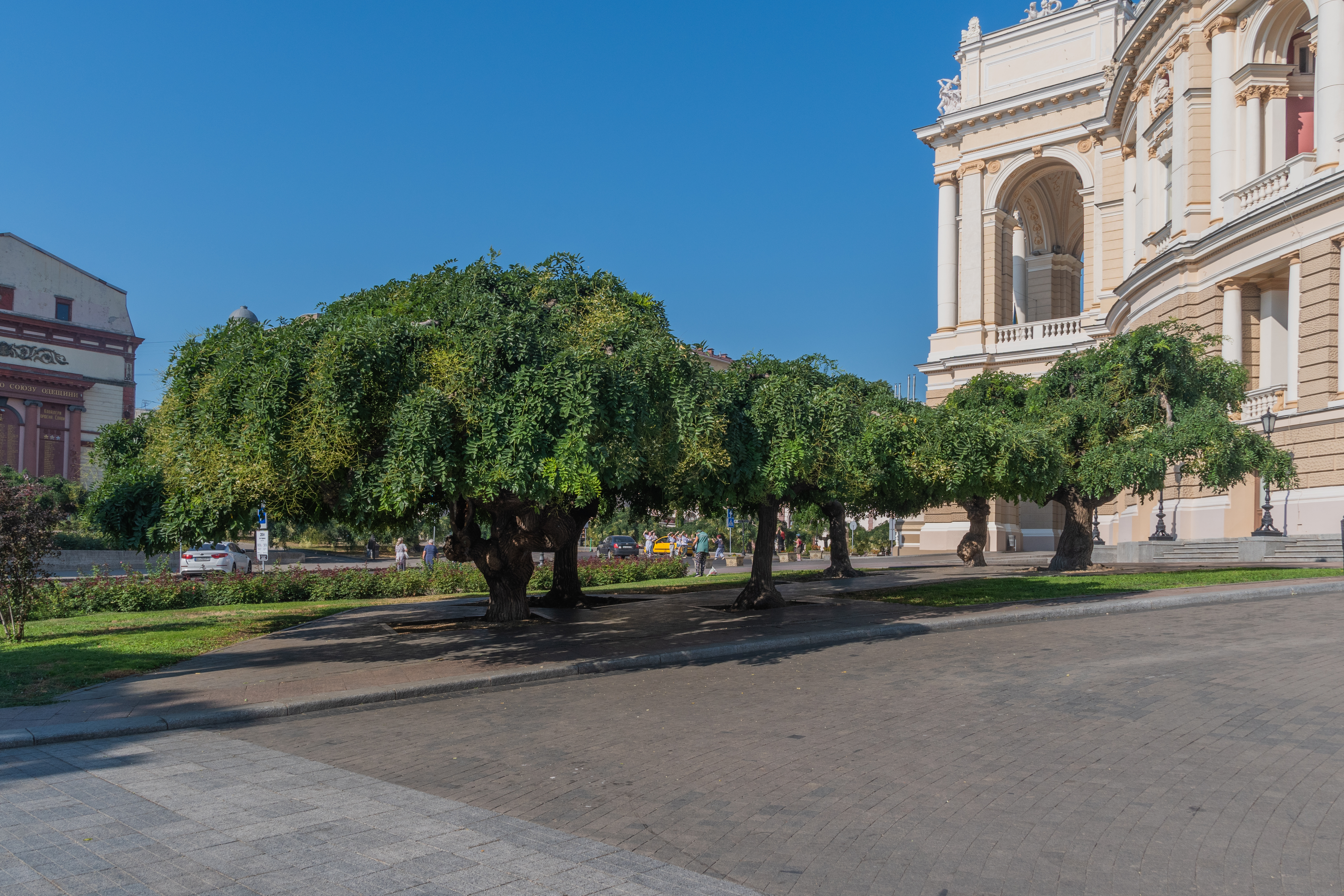